# Sint-Petrus-en-Pauluskerk (Herne)

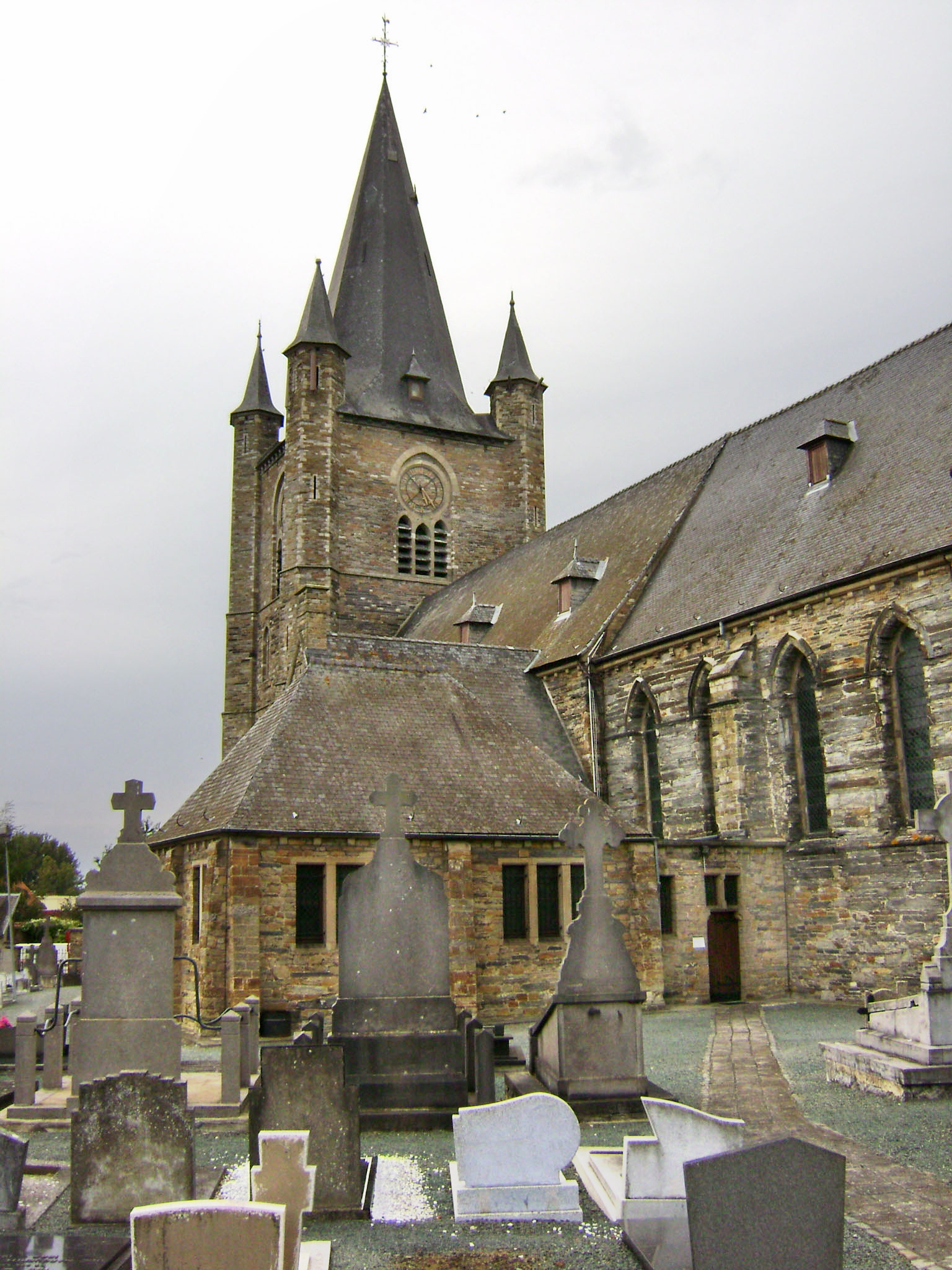
Sint-Petrus-en-Pauluskerk

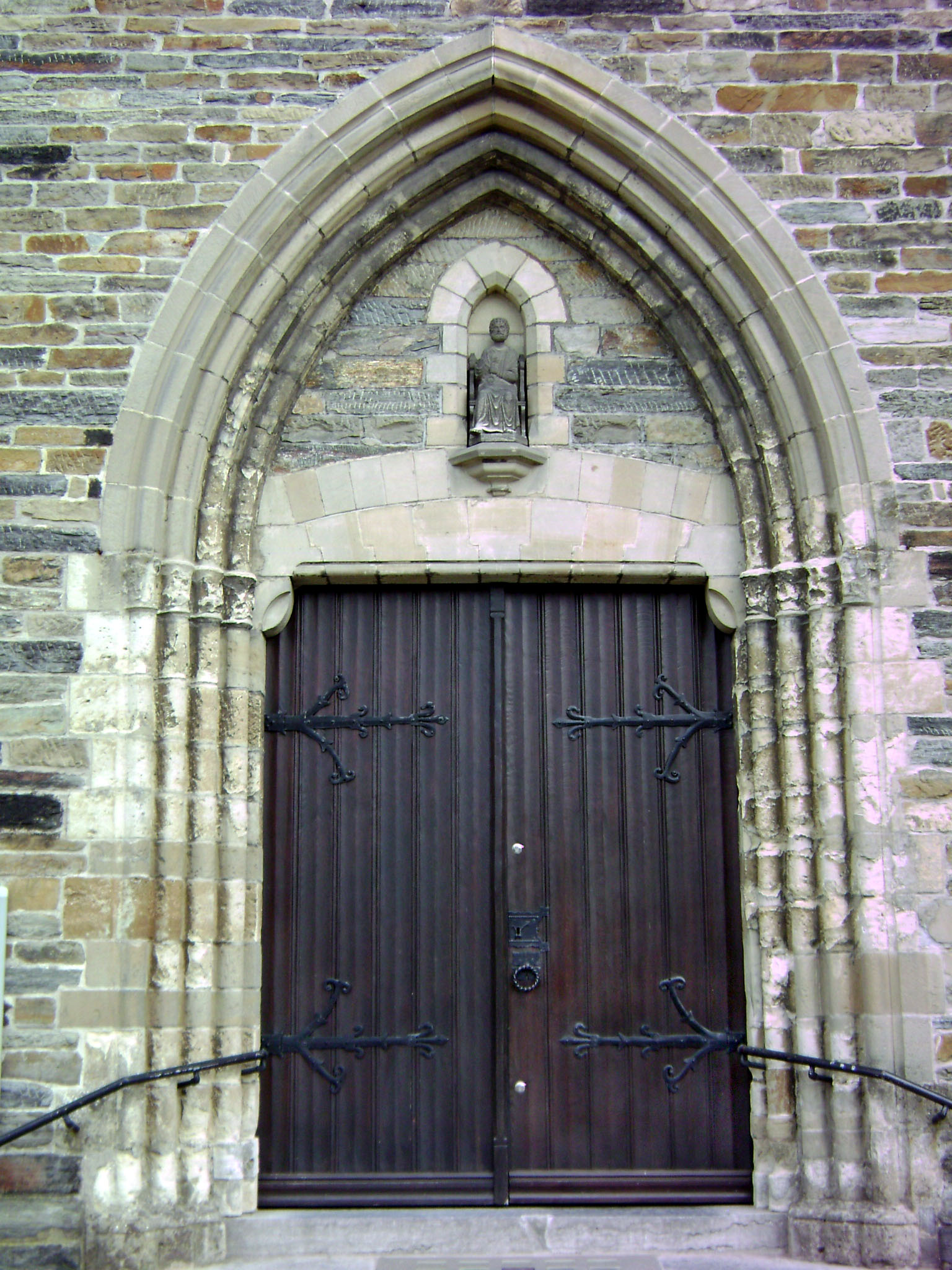
Hoofdingang St-Petrus-en-Pauluskerk

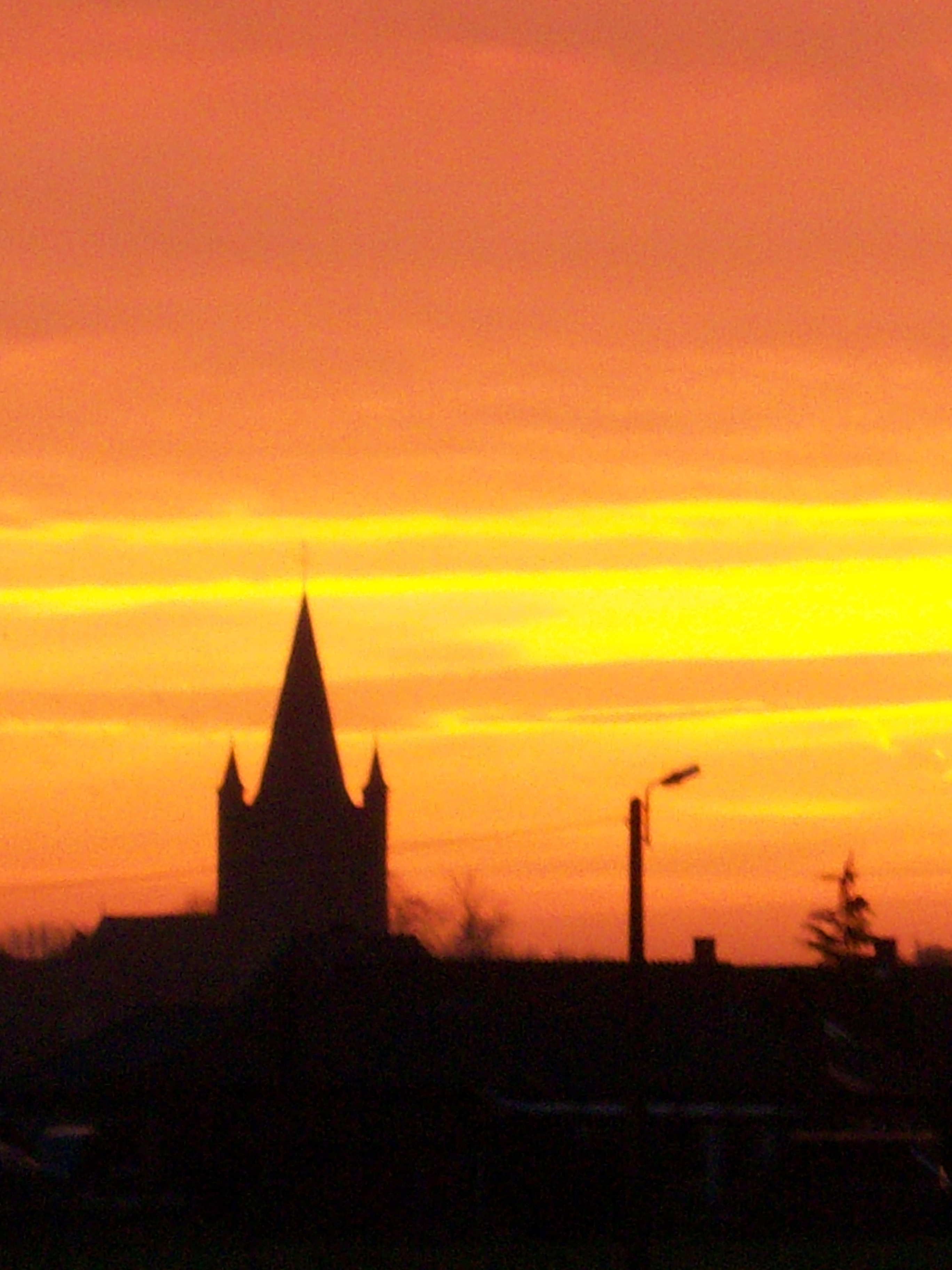
Gezicht op Sint-Petrus-en-Pauluskerk, Herne

De Sint-Petrus-en-Pauluskerk is de centrale parochiekerk van het dorp Herne in Vlaams-Brabant (België). De oudste overblijfselen dateren uit de 11e of 12e eeuw.
In de nis boven de hoofdingang van de kerk staat een beeldje van een zittende Sint-Pieter. De patroonheilige van de kerk is immers de Sint-Pietersstoel van Antiochië.
Sinds 1937 is de kerk een beschermd monument.

## Bouwgeschiedenis
Van de romaanse kerk uit de 11e of 12e eeuw getuigen nu nog de 4 vensters langs weerszijden in de bovenbouw van het schip. In oktober 1211 werd in de kerk de eerste keure van Henegouwen door de Heer van Edingen aan Herne verleend. 
In de tweede helft van de 13e eeuw werd verder gebouwd in de Brabantse scheldegotiek. Toen ontstonden het koor, de onderbouw van het schip, de rechterzijbeuk en de toren. De gotische toren heeft op de vier hoeken een zeszijdig torentje.
In 1440 werd de toren getroffen door de bliksem, waarna hij herbouwd werd door Vanden Bossche die toen in het Kartuizerklooster verbleef. 
In 1566 en 1588 leed ze onder het geweld van beeldenstormers en geuzen. De balk boven het portaal herinnert aan de herstelling in 1598 op last van de abt van Sint-Aubertus te Kamerijk. 
Door grondige verbouwingen (in 1923-24) kreeg de kerk een asymmetrisch grondplan. Momenteel kan men volgende onderdelen onderscheiden:
- voorstaande westtoren met flankerende torentjes
- middenbeuk (vijf traveeën, zadeldak)
- zuidbeuk (vier traveeën, lessenaarsdak)
- noordbeuk (drie traveeën, twee uitspringende kapellen)
- zuidelijke dwarsarm
- sacristie (ten zuiden van het koor)
- doksaal (ten noorden van het koor)

Het gebouw is omringd door een kerkhof en hoofdzakelijk opgetrokken uit breuksteen van schilfersteen met gebruik van Doornikse steen, zandsteen, ijzerzandsteen en leisteen afkomstig uit de steengroeve van Sint-Pieters-Kapelle.

## Interieur

### Koor
De twee deurtjes van de vroegere communiebank (18e eeuw) werden verwerkt in het nieuwe altaar (1973). Hierin zien we de vermenigvuldiging der broden en de verandering van water in wijn. 
De koorstoelen vertonen langs beide zijden 3 zitbanken met dezelfde klapstoeltjes. De deurtjes van de koorbanken werden begin 1981 gestolen. 
Het glasvenster uit 1954 stelt het offer voor van Melchisedech, geflankeerd door dat van Abel en Abraham. Erboven staat de hand van God de Vader die de offers aanvaardt. 

### Orgel
Voor de restauratiewerken van de jaren 1920 stond er achteraan in de kerk een orgel uit de eerste helft van de 19de eeuw. Dit orgel bleek onbruikbaar na ongeveer 25 jaar weggeborgen te zijn geweest op de zolder van de dekenij. De beste stukken kregen een functie in het huidige orgel uit 1948 (gemaakt door Loncke). In de verbouwde torenruimte was er geen plaats meer voor een orgel, waardoor dit nu vooraan de kerk werd geplaatst. 

### Middenbeuk
De marmeren preekstoel uit 1938 vertoont koperen afbeeldingen van Petrus, Paulus en Christus Koning en het begin van de lofzang 'Veni Sancte Spiritus'.

### Rechterzijbeuk
Het altaar is gemaakt van Belgische blauwe marmer en werd er in juni 1941 geplaatst. Erboven bevinden zich 3 houten 18e-eeuwse beelden die Maria en Kind, Sint-Paulus (het zwaard is verdwenen) en Johannes de Doper voorstellen. 

### Linkerzijbeuk
Twee biechtstoelen dateren uit de oude kerk en werden hersteld, een derde biechtstoel is nieuw sinds 1932. De kalkstenen doopvont dateert van ongeveer 1600, de kruisweg van 1866 (geschilderd door Lambrecht). 

### Torenruimte
Hier hangen twee schilderijen uit (ongeveer) 1700 die afkomstig zijn uit het Kartuizerklooster. Links hangt dit van de Heilige Katharina van Bononiën, rechts de Heilige Drogo als schaapherder. De eerste Hernse kartuizers waren afkomstig van de streek van Valenciennes waar de Heilige Drogo vereerd werd. 
Waar de ribben van het gewelf samenkomen, bevinden zich 4 hoofden. Dit is typerend voor de Scheldestijl.  

## Bron
Duwijn, Rudy (oktober 1982). Gidsen in Herne. Het oude land van Edingen en omliggende.